# Polydesma collusoria
Polydesma collusoria là một loài bướm đêm trong họ Erebidae.